# Selliguea elliptica
Selliguea elliptica là một loài dương xỉ trong họ Polypodiaceae. Loài này được Thunb. mô tả khoa học đầu tiên năm 1784.
Danh pháp khoa học của loài này chưa được làm sáng tỏ. 